# خورخي رويز
خورخي رويز (بالإسبانية: Jorge Ruiz)‏ هو لاعب هوكي الحقل أرجنتيني، ولد في 22 يناير 1958.

## وصلات خارجية
- خورخي رويز على موقع أوليمبيديا (الإنجليزية)